# Robert Duncan McNeill
Robert Duncan McNeill (ur. 9 listopada 1964 w Raleigh) – amerykański aktor, scenarzysta, producent i reżyser telewizyjny. Wystąpił jako zawadiacki porucznik Tom Paris w serialu Star Trek: Voyager (1995–2001).

## Życiorys
Urodził się w Raleigh w Karolinie Północnej. Dorastał w Atlancie. Jego pierwszą rolą aktorską był Munchkin w produkcji studia tańca Czarnoksiężnik z Oz.
Rozpoczął karierę występując w lokalnych i regionalnych produkcjach, zanim został uczniem Juilliard School w Nowym Jorku. Był producentem spektakli off-broadwayowskich: The Four-H Club (1985) i Godspell (1988). W latach 1990-1991 na Broadwayu grał rolę Ricka, dzieciaka z Utah, który popełnia samobójstwo w sztuce Sześć stopni oddalenia. W 1993 w Ford Theatre za rolę Romea w Romeo i Julii Shakespeare’a otrzymał nagrodę Dramalogue Award dla najlepszego aktora. W 1994 wystąpił w podwójnej roli jako Ren i Buddy w przedstawieniu off-broadwayowskim Rodzina Mannów u boku Julie White i Davida Garrisona.
Po raz pierwszy pojawił się na małym ekranie jako Philip Charles „Charlie” Brent, sympatyczny, choć nieco romantyczny nastolatek w operze mydlanej ABC Wszystkie moje dzieci (All My Children, 1986-1988). Wkrótce przyjął rolę nastoletniego licealisty Kevina Corrigana w sensacyjno–przygodowym filmie fantasy Władcy wszechświata (Masters of the Universe, 1987) z Dolphem Lundgrenem. Był również producentem wykonawczym i częstym reżyserem serialu telewizyjnego Chuck (2007–2012) i The Gifted: Naznaczeni (2018–2019).

## Życie prywatne
15 kwietnia 1988 ożenił się z Carol Seder, z którą ma córkę Taylor (ur. 11 czerwca 1990) oraz dwóch synów – Kyle (ur. 12 kwietnia 1994) i Cartera Jaya (ur. 21 czerwca 1998). 28 października 2015 doszło do rozwodu. 7 marca 2021 poślubił Rebeccę Jayne Sim.